# Международная ассоциация типографов
ATypI (Международная ассоциация типографов фр Association Typographique Internationale) — ведущая в мире организация, работающая в области шрифтов и типографики.
Основанная в 1957 году ATypI обеспечивает обмен информацией между типографическими сообществами по всему миру. 

Ежегодно ассоциация проводит конференции в разных городах мира. В 2008-м году конференция ATypI прошла в Санкт-Петербурге, Россия, во дворце Белосельских-Белозерских.

## Предыдущие конференции ATypI
1. 1957 год, Лозанна, Швейцария
2. 1958 год, Дюссельдорф, ФРГ
3. 1959 год, Париж, Франция
4. 1960 год, Париж, Франция
5. 1961 год, Зандворт, Голландия
6. 1962 год, Верона, Италия
7. 1963 год, Вена, Австрия
8. 1964 год, Кембридж, Великобритания
9. 1965 год, Цюрих, Швейцария
10. 1966 год, Майнц, ФРГ
11. 1967 год, Париж, Франция
12. 1968 год, Франкфурт-на-Майне, ФРГ
13. 1969 год, Прага, Чехословакия
14. 1970 год, Брюгге, Бельгия
15. 1971 год, Лондон, Великобритания
16. 1972 год, Барселона, Испания
17. 1973 год, Копенгаген, Дания
18. 1974 год, Париж, Франция
19. 1975 год, Варшава, Польша
20. 1976 год, Гамбург, ФРГ
21. 1977 год, Лозанна, Швейцария
22. 1978 год, Мюнхен, ФРГ
23. 1979 год, Вена, Австрия
24. 1980 год, Базель, Швейцария
25. 1981 год, Майнц, ФРГ
26. 1982 год, Бон, Франция
27. 1983 год, Берлин
28. 1984 год, Лондон, Великобритания
29. 1985 год, Киль, ФРГ
30. 1986 год, Базель, Швейцария
31. 1987 год, Нью-Йорк, США
32. 1988 год, Франкфурт, ФРГ
33. 1989 год, Париж, Франция
34. 1990 год, Оксфорд, Великобритания
35. 1991 год, Парма, Италия
36. 1992 год, Будапешт, Венгрия
37. 1993 год, Антверпен, Бельгия
38. 1994 год, Сан-Франциско, США
39. 1995 год, Барселона, Испания
40. 1996 год, Гаага, Голландия
41. 1997 год, Рединг, Великобритания
42. 1998 год, Лион, Франция
43. 1999 год, Бостон, США
44. 2000 год, Лейпциг, Германия
45. 2001 год, Копенгаген, Дания
46. 2002 год, Рим, Италия
47. 2003 год, Ванкувер, Канада
48. 2004 год, Прага, Чехия
49. 2005 год, Хельсинки, Финляндия
50. 2006 год, Лиссабон, Португалия
51. 2007 год, Брайтон, Великобритания
52. 2008 год, Санкт-Петербург, Россия
53. 2009 год, Мехико, Мексика
54. 2010 год, Дублин, Ирландия
55. 2011 год, Рейкьявик, Исландия
56. 2012 год, Гонконг, КНР[1]
57. 2013 год, Амстердам, Нидерланды[2]
58. 2014 год, 17-21 сентября, Барселона, Испания[3]
59. 2015 год, 14–17 октября Сан-Паулу, Бразилия[4]

## Предстоящие конференции ATypI
1. 2016 год, 13–17 сентября Варшава, Польша[5]